# Å ena sidan…
Å ena sidan är en pjäs skriven av Hasse Alfredson och Peter Dalle.
Pjäsen skrevs för Dramatens scen Elverket och hade premiär den 12 april 2001. Pjäsen utspelar sig på en restaurang. Utmärkande för pjäsen är att hälften av publiken sitter så att de endast ser vad som utspelas i köket medan resterande publik endast ser vad som utspelar sig i baren. För att publiken ska få en helhetsintryck får publiken byta plats med varandra varpå pjäsen spelas en gång till.

## Rollista i original
- Fredrik Evers - Sven
- Bertil Norström - Karl
- Jonas Bergström - Bill
- Lena Nyman - Sara
- Angela Kovács - Martina
- Michael Nyqvist - Wille
- Tomas Pontén/Hans Klinga - Lasse
- Gunnel Fred - Kattis
- Johan Lindell - Arnold
- Carl-Eric Ankarås - Polis/Ambulansman
- Johannes Sjöman - Polis/Ambulansman